# Вулиця Хорватська (Львів)
Ву́лиця Хорва́тська — вулиця у Шевченківському районі міста Львова, місцевість Клепарів. Вулиця Хорватська простягається з південного заходу від вулиці Шевченка на північний схід до вулиці Ярослава Пстрака. Прилучається вулиця Вільна.

## Історія
Вулицю проклали на початку XX століття й до 1913 року це була Янівська бічна, у 1913—1943 роках мала назву Вільність. Під час німецької окупації, у 1943—1944 роках — Шиндерберггассе, у липні 1944 року повернена передвоєнна назва вулиці — Вільність. І вже у 1946 році перейменована на Вільну. Сучасна назва походить від 1993 року на пошану державі Хорватія, яка тоді виборювала свою незалежність.

## Забудова
Забудова вулиці Хорватської — неокласицизм, віденська сецесія. По обидва боки вулиці Хорватської сформована як рядова забудова. Уздовж вулиці будинки мають лінійну рядову забудову. На цю ділянку розроблялися проєкти забудови у 1912 році та пізніше у 1934 році. 
№ 11 — двохповерховий будинок, збудований у 1920 році за проєктом архітектора — Альберта Корнблюта. Тоді були зауваження, що цей будинок перешкоджатиме основному будівництву вздовж вулиці і був даний припис — спорудити будівлю як прибудову, офіцину.
Рішенням виконавчого комітету Львівської міської ради від 25 листопада 2022 року ТзОВ «Рес Кроно» видано містобудівні умови та обмеження на нове будівництво багатоквартирного житлового будинку з вбудованими приміщеннями громадського призначення та підземним паркінгом зі знесенням існуючих споруд на вул. Хорватській, 11 у місті Львові. Наприкінці 2022 року тут розпочато будівництво ЖК «Residence Eleven», що складається з однієї шестиповерхової будівлі висотою близько 25 метрів. Візуально будинок буде розділено на дві частини, з пропозицією розташування квартир у напівмаршах, буде зміщення в пів поверху, що дозволить повторити перепад вулиці Хорватської. Передбачено підземний паркінг на 34 авто з рампою для заїзду. Загалом у будинку заплановано 26 квартир. На першому поверсі хочуть облаштувати 2-3 комерційні приміщення. Дах також буде експлуатований, з облаштуванням зони для відпочинку, а також спортивного майданчику на ньому.
Також архітектори пропонують встановити на вершині символічну скульптуру. Цей пам'ятник творцям проєкту уявився, як сидяча скульптура дитини, що запускає паперові літачки. Однак скульптура — це лише частина монументу. Іншою ж його частиною стануть невеликі бронзові «паперові» літачки, розкидані по цілому місту, які будуть розповідати історії Вільних українців. Будівництво планують завершити у 2025 році.